# Solanum dimidiatum
Solanum dimidiatum là loài thực vật có hoa trong họ Cà. Loài này được Raf. miêu tả khoa học đầu tiên năm 1840.